# ذات أخرى
ذاتٌ أخرى أو شجرة الزيتون (بالتركية: Zeytin Ağacı)‏ هو مسلسل دراما رومانسي تركي من بطولة توبا بويوكستون، صدى باكان وبونجيك يلماز، صدر المسلسل على منصة نتفليكس في 28 يوليو 2022.